# Chira-Piura
El Proyecto Especial Chira-Piura es un sistema de riego integrado mediante la unión hidráulica de dos cuencas, la de los ríos Chira y Piura, mediante un canal que lleva las aguas de la cuenca del río Chira, regularizadas por el embalse de Poechos, a la cuenca del río Piura. El trasvase de las aguas se efectúa por medio de un canal revestido de grandes dimensiones. Al final de este canal, en el paraje conocido por Curumuy, se ha construido una central hidroeléctrica, para aprovechar la diferencia de cota existente.
La construcción del sistema integral para utilizar eficientemente los recursos hídricos de las dos cuencas, se dio en el año 1970, mediante un Decreto Ley. Desde entonces la implementación se ha desarrollado, hasta el 2006, en 3 etapas.

## I etapa
El objetivo específico de esta etapa fue la de:
- Mantener el abastecimiento de agua de riego regulada en los valles del Medio y Bajo Piura;
- realizar obras de drenaje para rehabilitar las tierras de cultivo, utilizadas desde hace muchas décadas.

Los trabajos de la I Etapa empezaron el año 1972 y terminaron en 1979. Las obras consistieron en: 
- Represa Poechos con una capacidad de 885 MMC[1] en la cota de operación normal 103 m s. n. m.
- Canal de derivación y trasvase hacia la cuenca del río Piura, de 54 km de longitud, y con una capacidad de 70 m³/s (canal llamado "Daniel Escobar".
- Canal Parales de 8 km de longitud y 4.8 m³/s de capacidad para irrigar 5 514 ha.
- Canal Paralelo Cieneguillo de 7.8 km de longitud y 6.2 m³/s de capacidad para irrigar 5 422 ha (ampliación de la frontera agrícola).
- Construcción de 452 km de drenes troncales en el Bajo Piura.
- Construcción de 18 km de defensas contra inundaciones en puntos críticos del valle del Bajo Piura.

## II etapa
Los objetivos específicos de la Segunda Etapa fueron: 
- Aumentar la producción y productividad de 30 000 ha agrícolas del Valle del Bajo Piura;
- Incorporar 5 615 ha nuevas a la agricultura irrigada.

Las obras se iniciaron en enero de 1980 y terminaron en 1989 con la ejecución de los trabajos de reconstrucción de las obras dañadas por el Fenómeno El Niño 1983. Las obras construidas en esta etapa fueron:
- Presa de derivación Los Ejidos que capta las aguas provenientes de Poechos y del río Piura, derivándolas por el canal principal Biaggio Arbulú para irrigar el Valle del Bajo Piura;
- Canal Principal Biaggio Arbulú, con un caudal inicial de 60 m³/s, de una longitud total de 56 km, desde Los Ejidos hasta Sechura;
- Construcción de 63 km de diques de encauzamiento del río Piura, desde el puente Bolognesi en la ciudad de Piura hasta la Laguna Ramón;
- Rehabilitación de 7 980 ha de tierras afectadas con problemas de salinidad y drenaje;
- Construcción de 86 km de canales secundarios y terciarios revestidos de concreto;
- Obras de riego y drenaje a nivel parcelario.
- se completaron las obras de reconstrucción de las infraestructuras dañadas por el Fenómeno El Niño 1983, entre otras: Canal de Derivación Chira - Piura, Canal Principal del Bajo Piura, drenaje troncal del Bajo Piura, diques de encauzamiento del río Piura.

## III etapa
La tercera etapa se inició en 1988, y al 2006 están en ejecución. 
Los objetivos específicos de la Tercera Etapa son:
- Irrigar por gravedad 37 277 ha e incorporar a la agricultura 4 908 ha en el Valle del Chira; eliminando de esta manera el antiguo y costoso sistema de riego por bombeo.

Las obras previstas son:
- El Canal Miguel Checa: Canal principal, el más importante del distrito de riego del Valle del Chira. Es un canal de tierra de sección trapezoidal de 79 km de longitud. Con un caudal inicial de 19 m³/s. Este canal permite el riego por gravedad de 14 480 ha.
- Presa de derivación Sullana, próxima a la ciudad del mismo nombre(Inaugurada en julio de 1997). Esta obra permite maximizar el uso de los recursos hídricos, recuperando anualmente 250 millones de m³ de agua que se perdían en el mar.
- Tomas de derivación hacia los canales Norte, la Minicentral hidroeléctrica y el canal Capilla–Jíbito.
- Vertedero equipado con compuertas de 76 m de longitud con 8 compuertas radiales capaces de evacuar 3 200 m³/s, en casos de avenidas excepcionales.
- Vertedero fijo de 290 m, diseñado para evacuar 4 400 m³/s
- Canal Norte: Canal revestido de concreto, de sección trapezoidal, para un caudal inicial de 25.5 m³/s. Tiene como estructura más importante Sifón Chira de 687 m para trasvasar 6.90 m³/s.
- Canal Sur: Canal revestido de concreto de sección trapezoidal, de 7 m³/s de capacidad y 25.75 km de longitud. Tiene como estructura más importante Sifón Sojo de 1,515 metros de longitud.
- Sistema de drenaje: Comprende una red de drenes principales de 53 km para drenar las áreas agrícolas afectadas por salinidad en el Valle del Chira.
- Diques de encauzamiento: Esta obra comprende la ejecución de 57.03 km de diques de defensa y encauzamiento con sus respectivos espigones en ambas márgenes del río Chira.